# Altrosa
La altrosa es un monosacárido de seis carbonos con un grupo aldehído por lo que pertenece al grupo de las aldosas y dentro de este al de las aldohexosas. El isómero D es un monosacárido artificial. Es soluble en agua y prácticamente insoluble en metanol. La L-altrosa ha sido aislada desde cepas de la bacteria Butyrivibrio fibrisolvens.
La altrosa es un epímero en el carbono 3 de la manosa.